# José Manuel Pérez Sarmiento
José Manuel Pérez Sarmiento (Bogotá, 1880-Bogotá, 1948) fue un escritor, periodista y diplomático colombiano.

## Biografía
Nació hacia comienzos de la década de 1880. Natural de Bogotá, fue periodista y diplomático. En algún momento de su vida se desplazó a Cádiz. Descrito por Julio Cejador como culto y «erudito, ameno y castizo escritor», fue autor de obras como La Guerra de Tolima (Bogotá, 1904), Apuntes sobre asuntos colombianos (Caracas, 1908), Colombia contemporánea (Caracas, 1909), La República de Colombia (Cádiz, 1913), Sobre fronteras y consulados de Colombia (Cádiz, 1914), Manual consular colombiano (Cádiz, 1915), Enfermedades tropicales (Cádiz, 1915), De fenomenología mágica en la América prehistórica (discurso, Cádiz, 1916), La mujer en el descubrimiento y civilización de América (discurso, Cádiz, 1916), El proceso de Nariño (Cádiz, 1916), Recuperación de Gibraltar (discurso, Cádiz, 1917), Fiesta de la raza (discurso, Cádiz, 1917) y Colombia (1789-1918) (Cádiz, 1918). Falleció el 6 de mayo de 1948 en Bogotá.